# Kungota
Kungota est une commune du nord-est de la Slovénie située dans la région de Basse-Styrie non loin de la frontière avec l'Autriche.

## Géographie
La commune a été formée en 1994 et se situe non loin de la commune de Ptuj. L'économie locale est en partie axée dans le domaine des vignobles.

### Villages
Les villages qui composent la commune sont Ciringa, Gradiška, Grušena, Jedlovnik, Jurski Vrh, Kozjak nad Pesnico, Pesnica, Plač, Plintovec, Podigrac, Rošpoh, Slatina, Slatinski Dol, Spodnje Vrtiče, Svečina, Špičnik, Vršnik, Zgornja Kungota et Zgornje Vrtiče.

## Démographie
Entre 1999 et 2021, la population de la commune de Kungota est restée relativement stable avec un peu moins de 5 000 habitants,.
Évolution démographique
| 1999  | 2000  | 2001  | 2002  | 2003  | 2004  | 2005  | 2006  | 2007  |
| ----- | ----- | ----- | ----- | ----- | ----- | ----- | ----- | ----- |
| 4 274 | 4 318 | 4 332 | 4 361 | 4 418 | 4 520 | 4 549 | 4 632 | 4 708 |
| 2008  | 2009  | 2010  | 2011  | 2012  | 2013  | 2014  | 2015  | 2016  |
| 4 741 | 4 713 | 4 696 | 4 786 | 4 802 | 4 787 | 4 794 | 4 804 | 4 761 |
| 2017  | 2018  | 2019  | 2020  | 2021  |       |       |       |       |
| 4 788 | 4 762 | 4 705 | 4 724 | 4 844 |       |       |       |       |

## Personnages importants
- Andrej Perlah (1490-1551), astronome et médecin.